# ラムボール
ラムボール（英語: rum ball）は、ケーキの生地もしくはビスケットの生地をジャムやコンデンスミルクでまとめてチョコレートとラム酒で風味をつけたトリュフのような菓子である。

## 概要

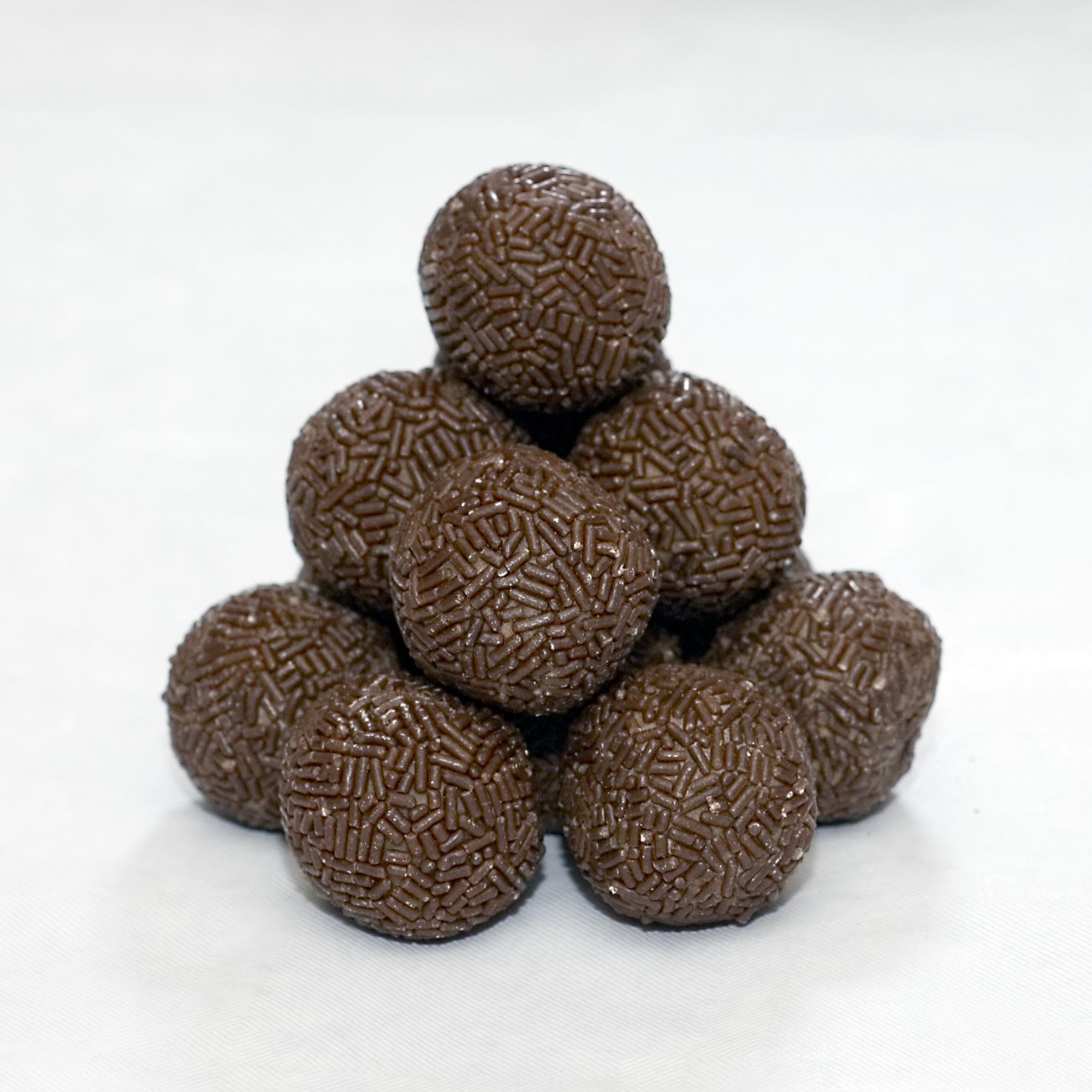
デンマークで一般的なラムボール

ラムボールは凡そゴルフボール大の大きさであり、チョコレートスプリンクルやココナッツフレーク、ココアなどでコーティングされていることが多い。ラムボールという料理名から分かる通り、生地にはラム酒が加えられている。ラムボールは使用する生地を焼くことがないため、完成品からラム酒の風味が失われることがない。ラムボールはホリデーシーズンに特に人気がある。
ラムボールはイギリス、オーストラリア、カナダ、ニュージーランド、アメリカ合衆国、オーストリア、スロベニア、ハンガリー、チェコ、デンマークでクリスマスシーズンに人気のある菓子である。デンマークではロムクーグラー（romkugler）と呼ばれ一年中販売されている商品である。
ラムボールには数多くのレシピが有り、地域や家庭によりレシピが大きく変化する。共通点としてラムボールにチョコレートとラム酒が使用されているが、他の材料の種類や量に関してはまちまちである。
ラムボールを作る際、まずスポンジケーキもしくはビスケットを砕き、ココア、ジャム、コンデンスミルクなどと混ぜる。 また、この段階でナッツなど他の材料を混ぜることもある。混ぜあわせた材料をそれぞれボール状に丸め、上からコーティングする。
ハンガリーでは、似たような製法で作るものの、通常砂糖でコーティングを行う。クルミやレーズンをラムボールの材料として用いることもある。ハンガリーのラムボールには、チェリーをまるごと入れてココナッツフレークでコーティングしたものもある。これはkókuszgolyóと呼ばれる。
ラムボールはブラジルの菓子ブリガデイロと見た目が非常によく似ているが、ブリガデイロはコンデンスミルクから作られている。
日本では、神奈川県横浜市元町の喜久家洋菓子舗が1924年に日本で初めてラムボールを提供したと主張している。